# 리 그라
리 그라(프랑스어: riz gras) 또는 리 오 그라(프랑스어: riz au gras)는 부르키나파소와 코트디부아르를 비롯한 서아프리카 지역의 쌀 요리이다.

## 이름
프랑스어 "리 그라(riz gras)"는 "쌀, 밥"을 뜻하는 명사 "리(riz)"와 "기름, 지방"을 뜻하는 명사 "그라(gras)"가 합쳐진 말로, "기름밥"이라는 뜻이다. "오(au)"는 "~에, ~의"를 뜻하는 전치사 "아(à)"와 정관사 "르(le)"가 합쳐진 말로, "리 오 그라(riz au gras)"는 "기름으로 요리한 밥"이라는 뜻이다.
기니, 베냉, 부르키나파소, 코트디부아르, 토고 등 프랑스어권 국가에서 이 음식이 "리 그라"나 "리 오 그라"라 불린다. 세네감비아 지역의 벤 친이 전해진 음식이며, 월로프어 사용 지역에서는 "쌀, 밥"을 뜻하는 "체브(ceeb)"라 불린다. 프랑스어식 철자인 "티에브(tieb)"도 사용된다. 감비아에서는 "베나친(benachin)"으로, 다른 영어권 서아프리카에서는 "졸로프 라이스(Jollof rice)"로도 불린다.

## 같이 보기
- 졸로프 라이스
- 체부 전